# کوه استیل (کانادا)
کوه استیل (به انگلیسی: Mount Steele) یک کوه در کانادا است که در یوکان واقع شده‌است. کوه استیل ۵٬۰۷۳ متر بالاتر از سطح دریا واقع شده‌است.